# Università tecnica di Monaco
La Technische Universität München (TUM) è l'unico politecnico in Baviera. Ha sede a Monaco di Baviera, con alcune facoltà nelle vicine Frisinga (Weihenstephan) e Garching. Fa parte della TU 9, l'associazione che riunisce le principali nove istituzioni universitarie tedesche a carattere di politecnico.

## Storia
È stata fondata nel 1868 per iniziativa di Ludovico II di Baviera. Dal 1877 assunse il nome di Königlich Bayerische Technische Hochschule München. Il passaggio da Hochschule (scuola universitaria professionale) ad Universität (Università) è del 1970.
La sede di Weihenstephan entrò a far parte della allora Technische Hochschule nel 1930: fino ad allora si trattava di un istituto separato, nato nel 1804 e elevato al rango di accademia (Kgl. Bayerische Akademie für Landwirtschaft und Brauereien, in italiano Regia Accademia Bavarese per l'agricoltura e l'arte birraia) nel 1895.
Il polo di Garching è invece nato nel 1957, nella tarda fase di ricostruzione cominciata nel 1946, dopo che, nel corso della seconda guerra mondiale, era andato distrutto l'80% degli edifici dell'università.

## Campus
Le strutture accademiche della TUM sono divise tra numerosi campus.

### Monaco

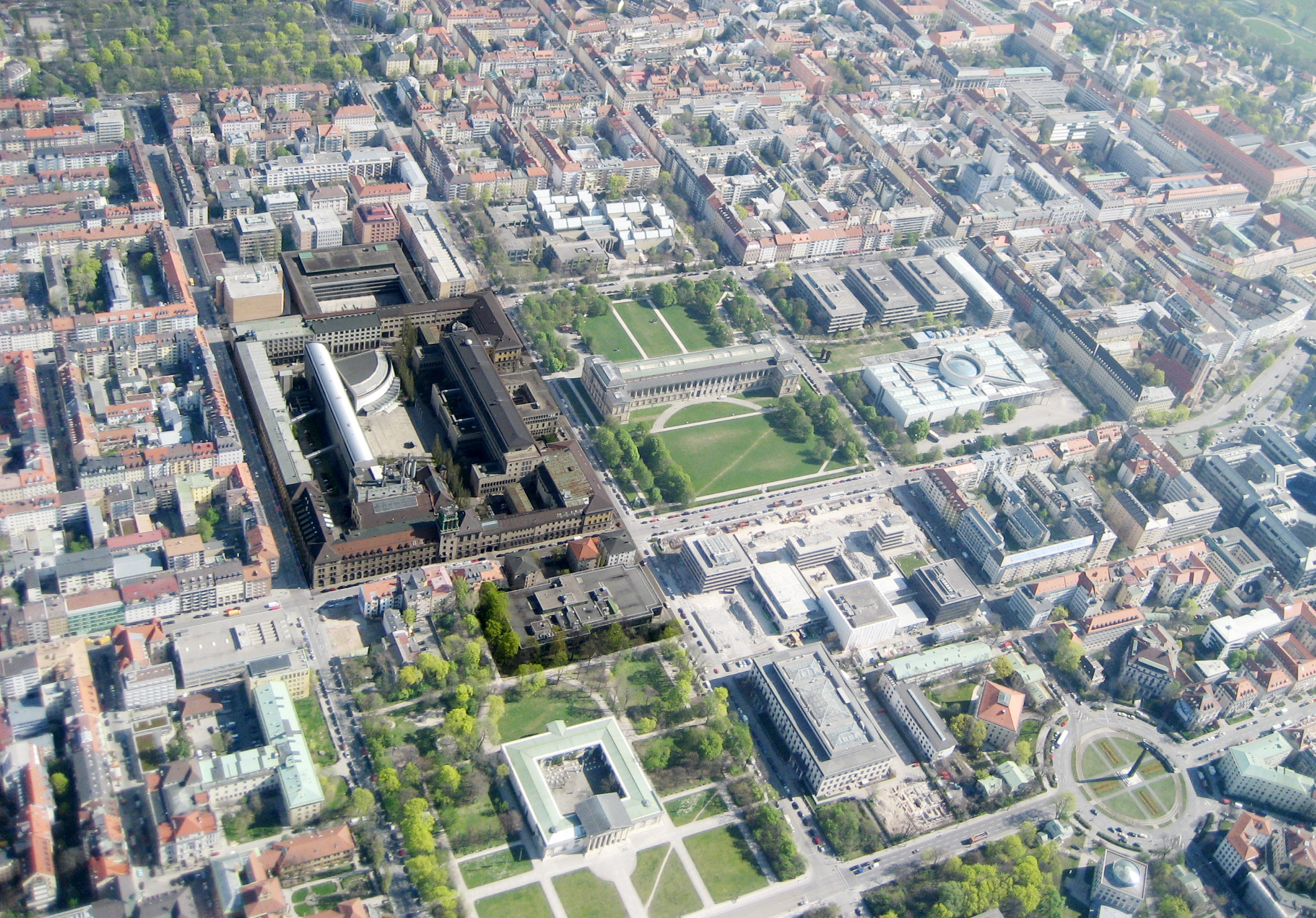
Vista aerea dell'edificio principale (marrone scuro) nel centro di Monaco (2007)

Il Campus Principale (Stammgelände) si trova a Maxvorstadt, nel centro di Monaco. Oggi ospita i dipartimenti di Architettura, Ingegneria Civile e Ambientale, Ingegneria Elettrica e Informatica, oltre alle Scuole di Management, e di Scienze Sociali e Tecnologia.
La Scuola di Medicina si trova presso il suo ospedale universitario, il Rechts der Isar, nel quartiere di Haidhausen .
Il dipartimento di Scienze dello Sport e della Salute si trova presso l'Olympiapark, ex sede delle Olimpiadi estive del 1972.

### Garching

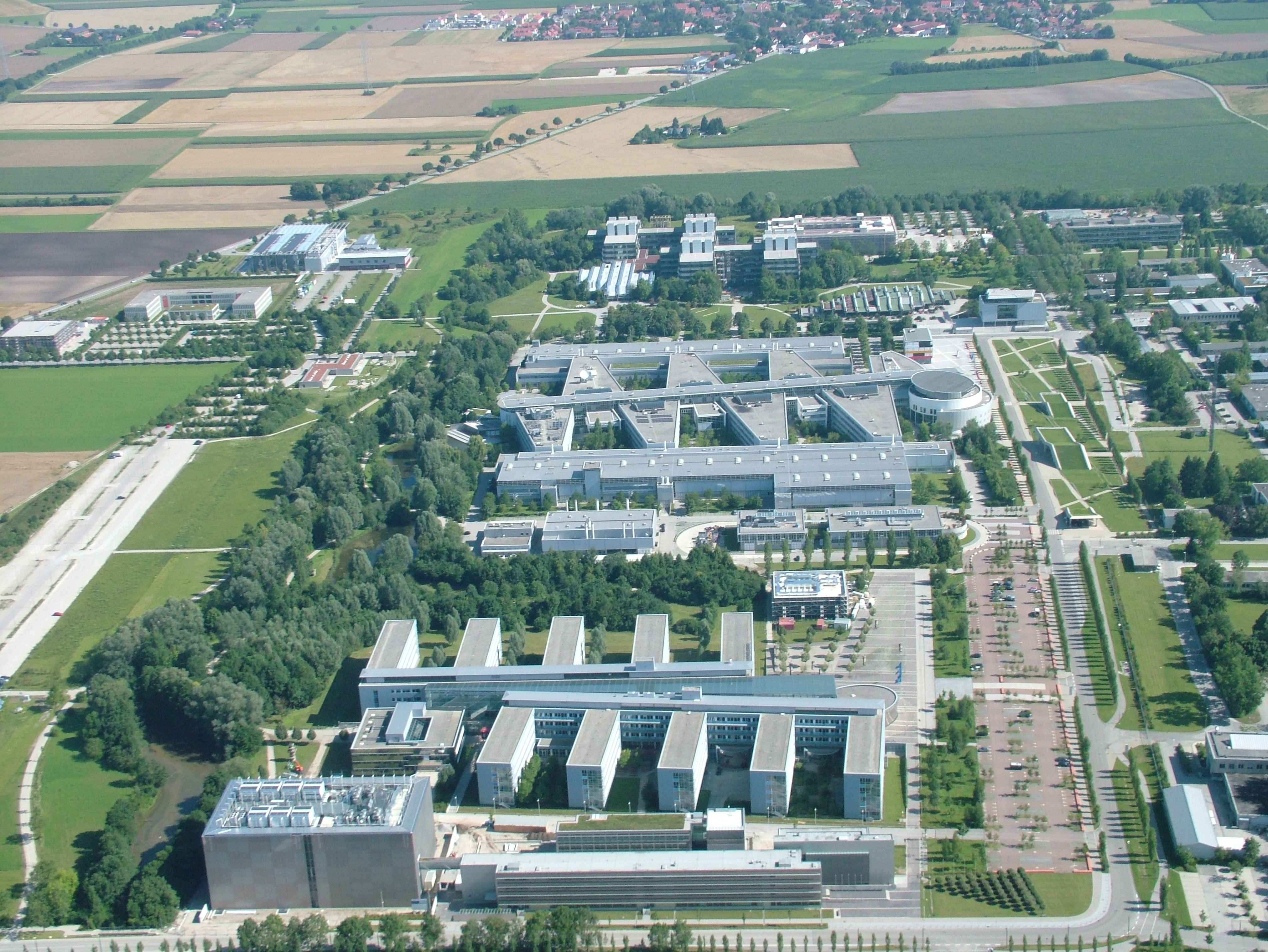
Vista aerea del campus della TUM a Garching (2011)

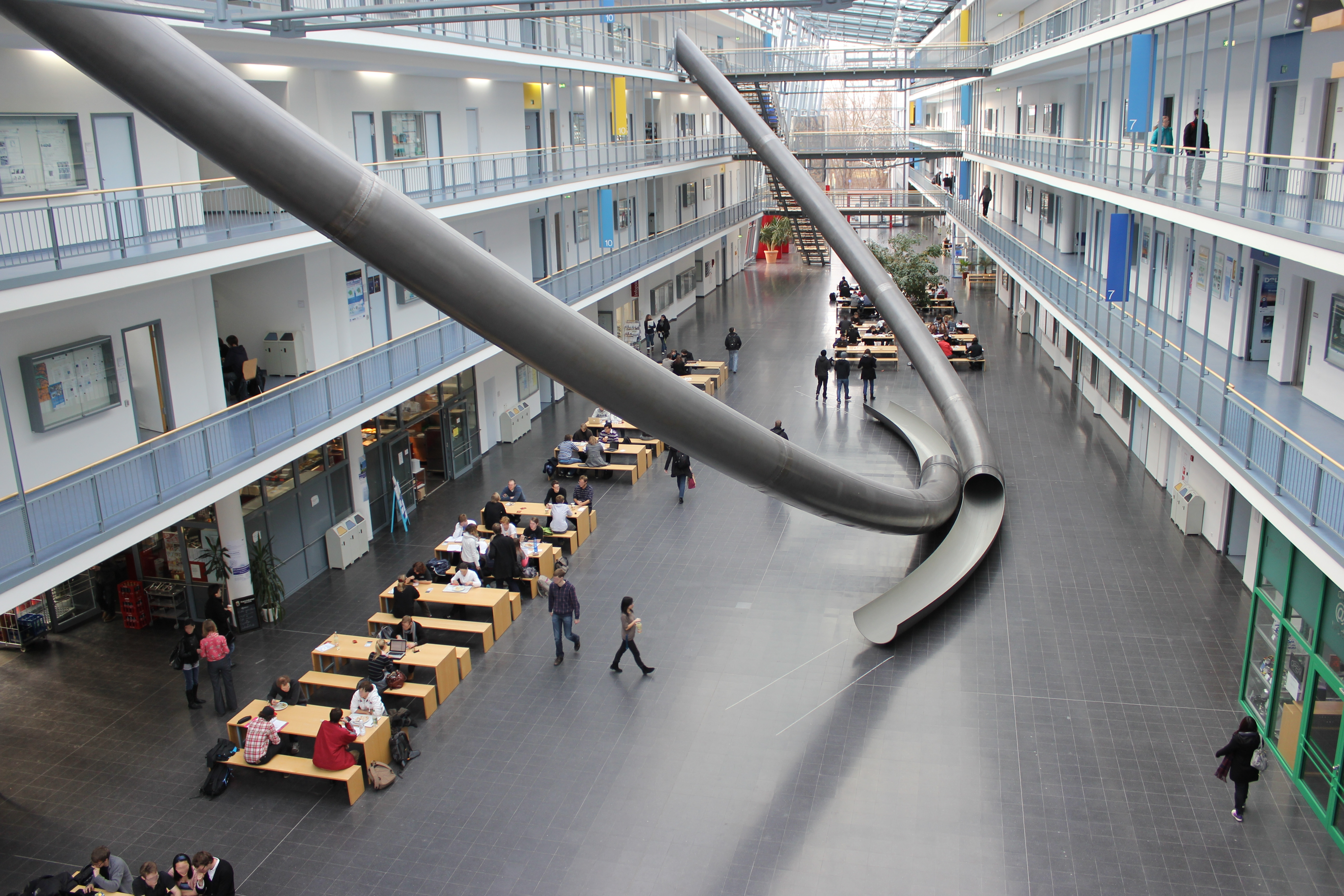
Interno dell'edificio della Scuola di Computazione, Informazione e Tecnologie

Il campus di Garching, situato a circa 10 km a nord di Monaco, è cresciuto fino a diventare il più grande campus della TUM. Negli ultimi decenni, i dipartimenti di Fisica, Chimica, Ingegneria Meccanica, Informatica e Matematica si sono trasferiti dai loro precedenti edifici nel Campus Principale. Da allora sono stati raggiunti da numerosi istituti di ricerca, tra cui gli Istituti Max Planck per la fisica del plasma,  l'astrofisica,  la fisica extraterrestre e  l'ottica quantistica, il reattore nucleare FRM II, la sede centrale dell'Osservatorio Europeo Australe (ESO) e il Centro di Supercalcolo Leibniz (LRZ), uno dei supercomputer più veloci d'Europa. 
Un punto di riferimento del campus di Garching è la Torre Oskar von Miller, una torre di misurazione meteorologica alta 62 metri. Il campus di Garching è collegato a Monaco di Baviera tramite l'autostrada e la metropolitana. Dispone di un proprio corpo dei vigili del fuoco.

### Weihenstephan
Il terzo campus della TUM si trova a 35 km a nord di Monaco, a Weihenstephan, Freising . Ospita la Scuola di  Scienze della Vita.
Ulteriori strutture universitarie si trovano a Ottobrunn, dove è locato il dipartimento di Aerospazio e Geodesia,  Straubing e Heilbronn.

### TUM Asia
La TUM gestisce una succursale a Singapore . Nel 2001, in collaborazione con l'Università nazionale di Singapore e l'Università tecnologica Nanyang, è stato fondato il German Institute of Science and Technology (GIST) – TUM Asia, offrendo inizialmente una serie di corsi di laurea magistrale . Nel 2010, TUM Asia ha iniziato a offrire corsi di laurea triennale in collaborazione con il Singapore Institute of Technology.
Nel 2010, TUM e l'Università tecnologica Nanyang hanno fondato TUMCREATE, una piattaforma di ricerca per il miglioramento del trasporto pubblico di Singapore. 

## Struttura

### Scuole
L'ateneo è organizzato nelle seguenti Scuole:
- Computazione, Informazione e Tecnologie (CIT)
- Ingegneria e Design (ED)
- Scienze Naturali (NAT)
- Scienze della Vita (LS)
- Medicina e Salute (MED)
- Management (MGT)
- Scienze Sociali e Tecnologia (SOT)

### Dipartimenti
A loro volta ciascuna Scuola è divisa in un numero variabile di dipartimenti.
CIT:
- Matematica
- Ingegneria informatica
- Informatica
- Ingegneria elettrica

ED:
- Aerospazio e Geodesia
- Architettura
- Ingegneria civile e ambientale
- Ingegneria energetica e di processo
- Ingegneria dei materiali
- Ingegneria meccanica
- Ingegneria della mobilità

NAT:
- Biologia
- Chimica
- Fisica

LS:
- Ingegneria delle Scienze della vita
- Sistemi di Scienza della vita
- Scienze della vita molecolare

MED:
- Medicina preclinica
- Medicina clinica
- Salute e Scienze dello sport

MGT:
- Economia e Politica
- Finanza
- Innovazione e imprenditorialità
- Marketing, strategia e leadership
- Ottimizzazione e tecnologia

SOT:
- Scienze dell'educazione
- Governance
- Scienze, tecnologie e società